# Kentucky Opera
La Kentucky Opera è l'Opera di Stato del Kentucky, che si trova a Louisville, Kentucky. Le opere sono accompagnate dall'Orchestra di Louisville. Fondata nel 1952 da Moritz von Bomhard, è la dodicesima compagnia d'opera più antica negli Stati Uniti ed ha un bilancio di più di $ 2 milioni. La Kentucky Opera è una parte importante del teatro in Kentucky. Nel gennaio 2006 fu annunciato che David Roth sarebbe stato il nuovo direttore generale della Kentucky Opera. Roth era stato con la Fort Worth Opera dal 2000 dove era stato sia direttore di Produzione che Direttore Finanziario. Tuttavia fu ucciso in un incidente stradale il 19 luglio 2015, secondo un post su Facebook della Kentucky Opera del 20 luglio.

## Storia delle esecuzioni
La stagione 2004-05 includeva Thaïs di Massenet, La Cenerentola di Rossini e Madama Butterfly di Puccini.
La stagione 2005-06 includeva  Eugenio Onegin di Tchaikovsky, Piccole donne di Adamo, e Il barbiere di Siviglia di Rossini. Onegin fu la prima produzione in assoluto della compagnia ad essere eseguita in Russo.
La stagione 2006-07 includeva La Bohème di Puccini, Lucia di Lammermoor di Donizetti, e I pescatori di perle di Bizet.
La stagione 2007-08 includeva Turandot di Puccini, Il trovatore di Verdi, Dialoghi delle Carmelitane di Poulenc e una versione speciale in forma di concerto di Sansone e Dalila di Saint-Saëns, interpretato dalla stella del Metropolitan Opera Denyce Graves.
La stagione 2008-09 includeva di Otello di Verdi, Pirates of Penzance di Gilbert e Sullivan, una vetrina di opera barocca, Werther di Massenet e una versione speciale in concerto di Iolanta di Tchaikovsky.
Nel 2009-2010 Kentucky Opera trasferisce tutta la sua stagione al Teatro Brown, rinnovato di recente a Broadway. La stagione si aprì con un grande successo di Verdi, La traviata, interpretato dalla stella del Metropolitan Opera, Elizabeth Futral. Il resto della stagione comprendeva Uomini e topi di Carlisle Floyd di e finiva con Hansel & Gretel di Humperdink.
La compagnia ha effettuato molte altre opere del repertorio standard, tra cui Le nozze di Figaro, Carmen, Aida, L'Olandese volante e Salome, tra le altre.